# Veliki Potočec
Veliki Potočec falu Horvátországban Kapronca-Kőrös megyében. Közigazgatásilag Kőröshöz tartozik.

## Fekvése
Kőröstől 3 km-re északkeletre fekszik.

## Története
A település a 18. században a geréci (Gradec) uradalomhoz tartozott.
1857-ben 187, 1910-ben 326 lakosa volt. Trianonig Belovár-Kőrös vármegye Körösi járásához tartozott. 2001-ben 417 lakosa volt.

## Külső hivatkozások
Körös város hivatalos oldala